# Rechte Wienzeile
Die Rechte Wienzeile in Wien, im 4. Bezirk, Wieden, im 5. Bezirk, Margareten und im 12. Bezirk, Meidling, verläuft direkt am rechten, südlichen Ufer des (teilweise eingewölbten) Wienflusses bzw. der den Fluss südlich begleitenden U-Bahn-Linie U4, – nach ihren Hausnummern (Orientierungsnummern, ONr.) dargestellt, vom Verkehrsknotenpunkt Karlsplatz am Rand des Stadtzentrums flussaufwärts nach Westen. Vom Autoverkehr her gesehen, ist die Straße in zwei Abschnitten, aber nicht durchgängig (in Gegenrichtung zu den aufsteigenden Hausnummern) Teil der so genannten „Westeinfahrt“ in das Stadtzentrum von der Westautobahn A1 aus Richtung Salzburg und Linz, die am westlichen Stadtrand endet. Die Straße ist, wo sie Durchzugsstraße ist, eine Einbahn nach Osten; ihr Gegenstück zur Fahrt stadtauswärts ist die Linke Wienzeile am linken Ufer des Wienflusses.
Die Wienzeile ist Teil der Wiener Straße (B1).

## Geschichte

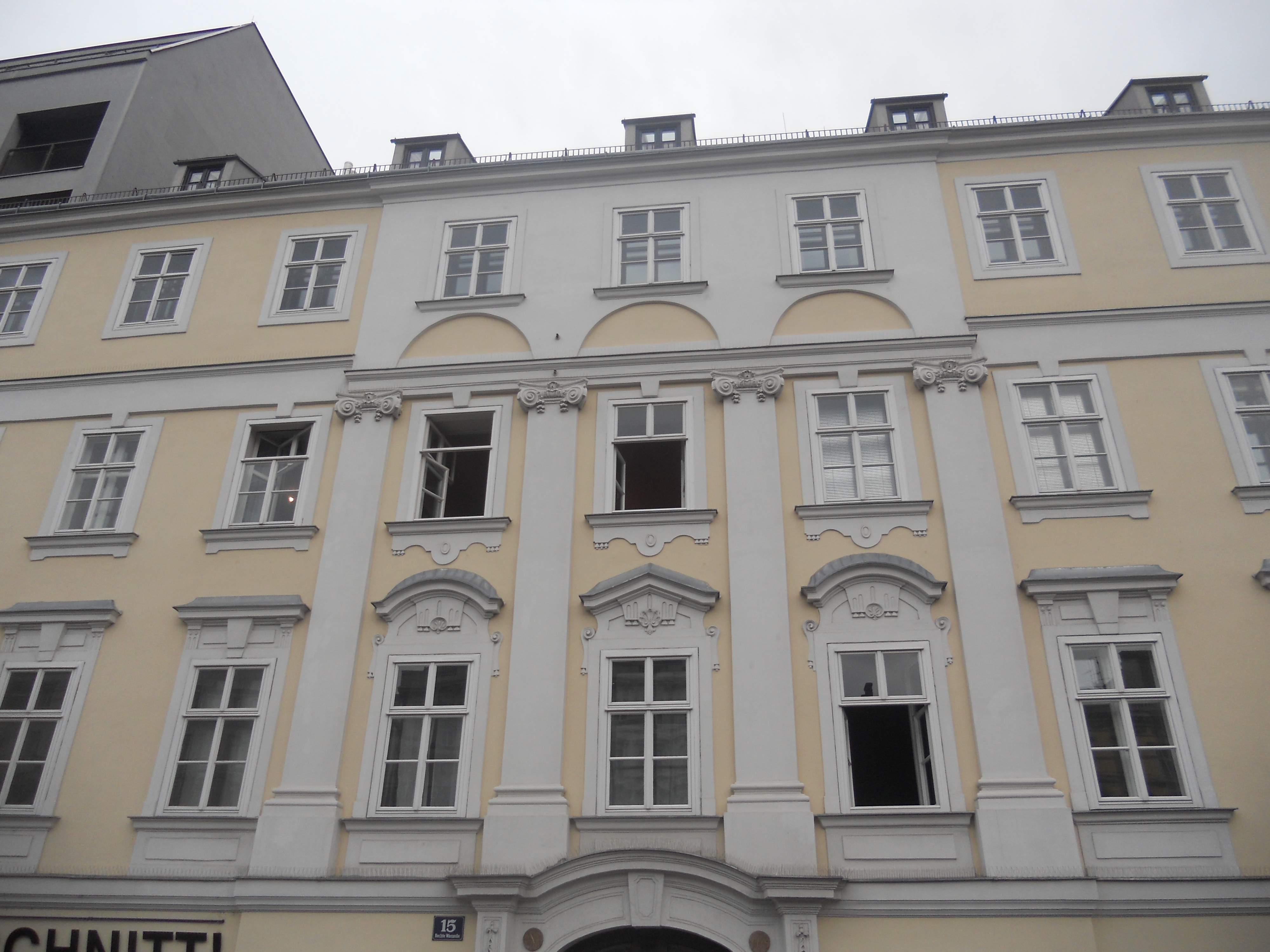
4., Rechte Wienzeile 15

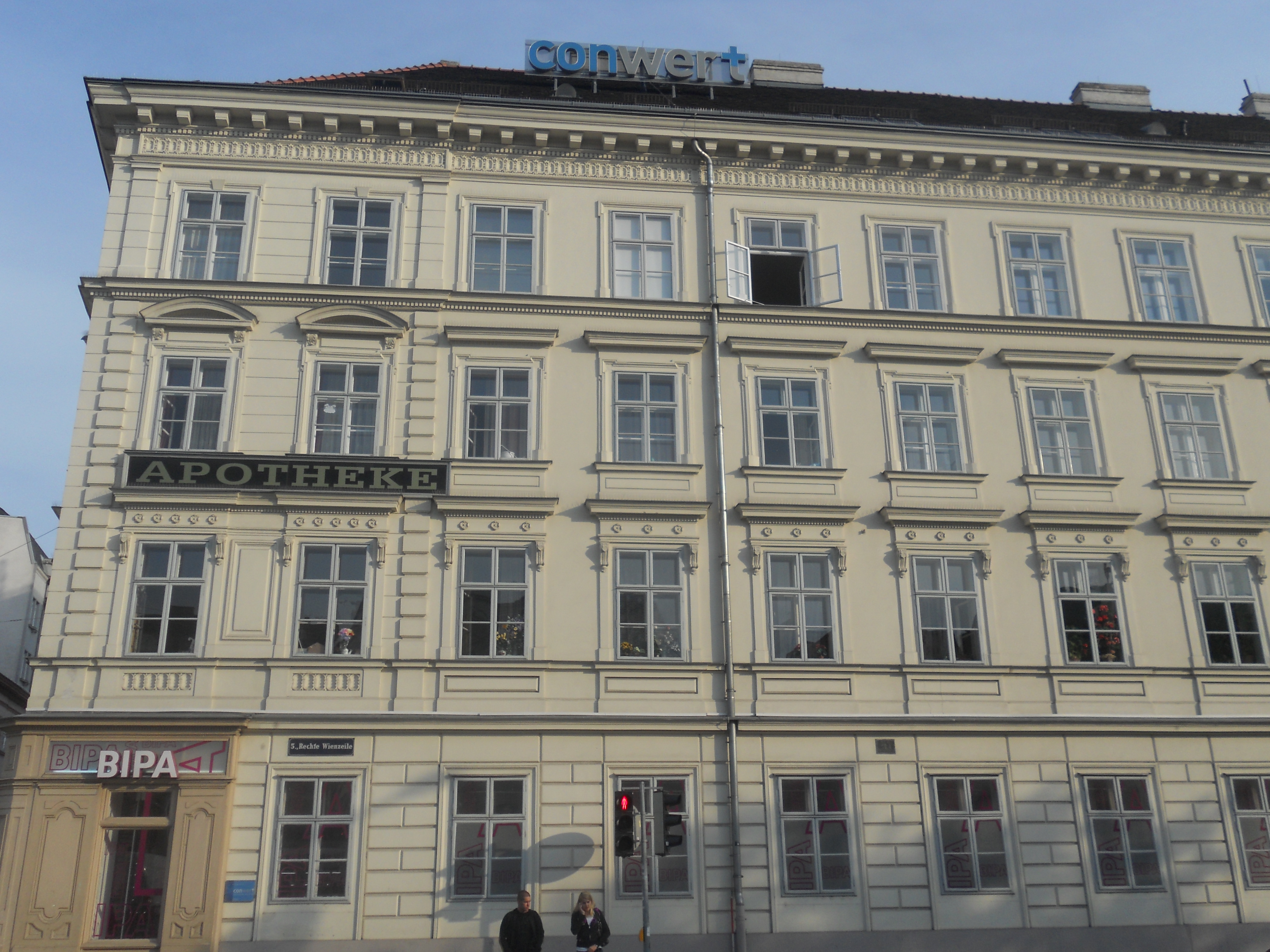
5., Rechte Wienzeile 41, Ecke Kettenbrückengasse 23

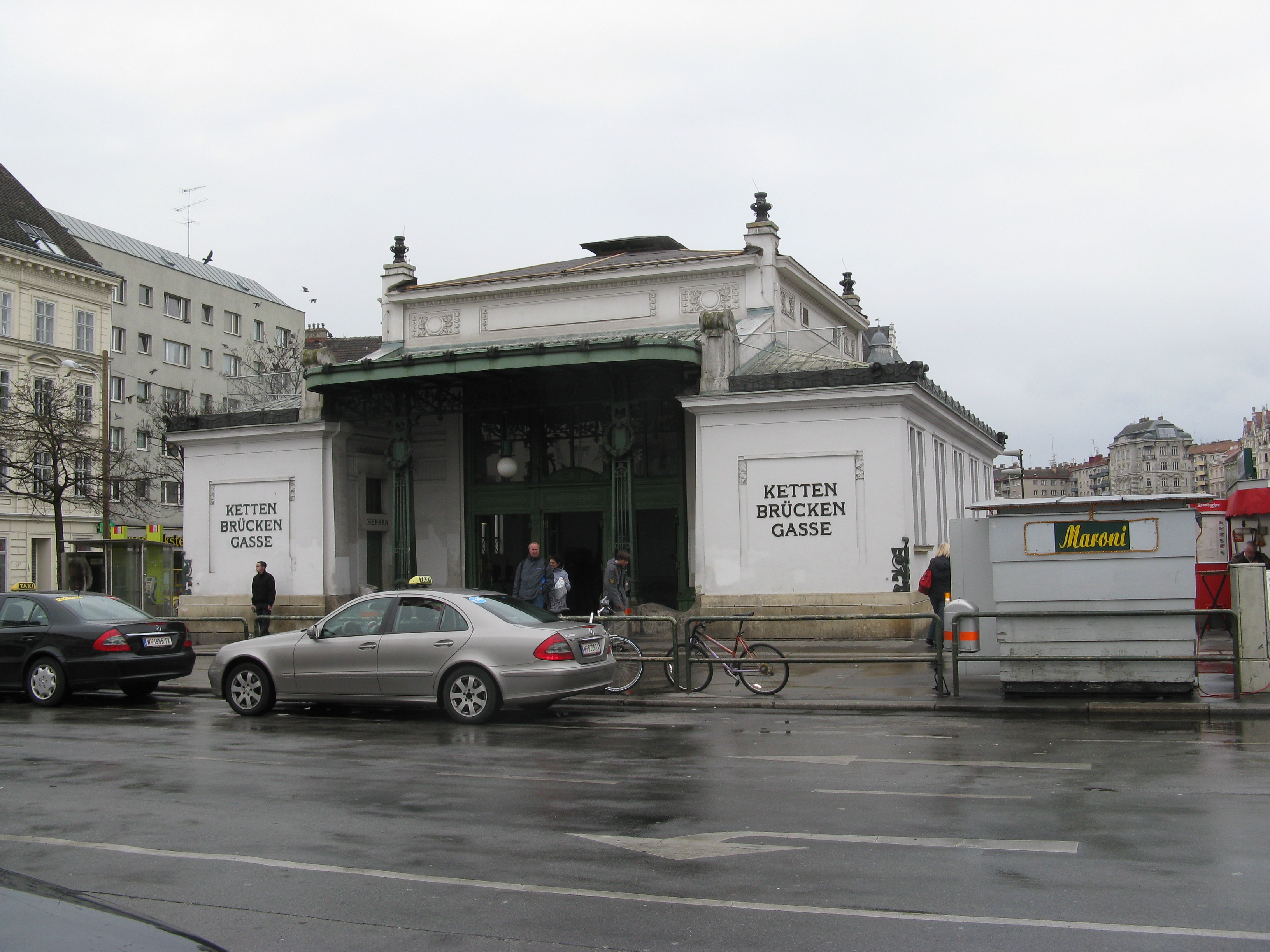
Otto Wagner: U-Bahn-Station Kettenbrückengasse; links: Rechte Wienzeile, vorne: Verbindung von der Linken Wienzeile, ehem. Kettenbrücke, heute Einwölbung

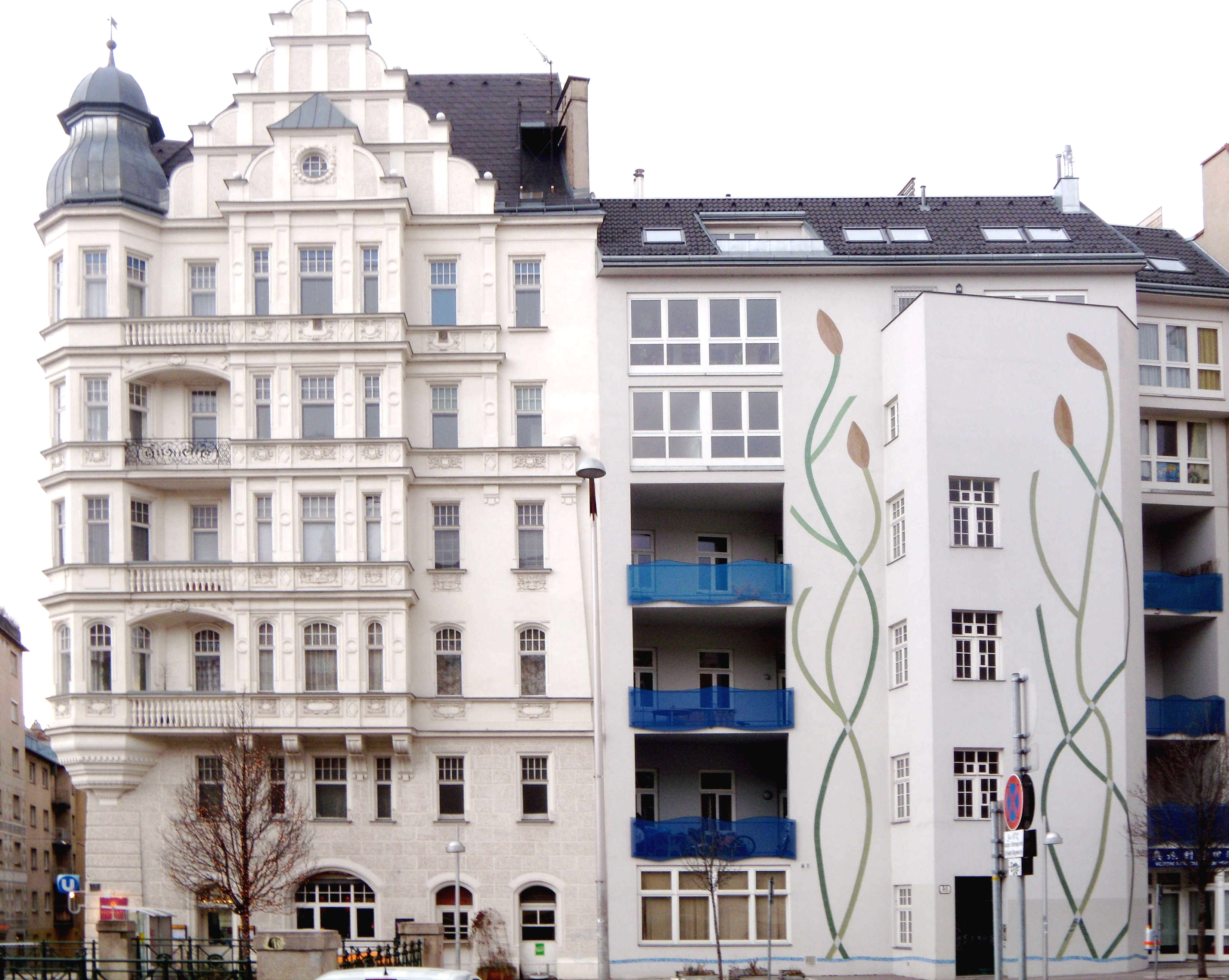
5., Rechte Wienzeile 49 und 51; die Straße ist hier nur eine Hauszufahrt

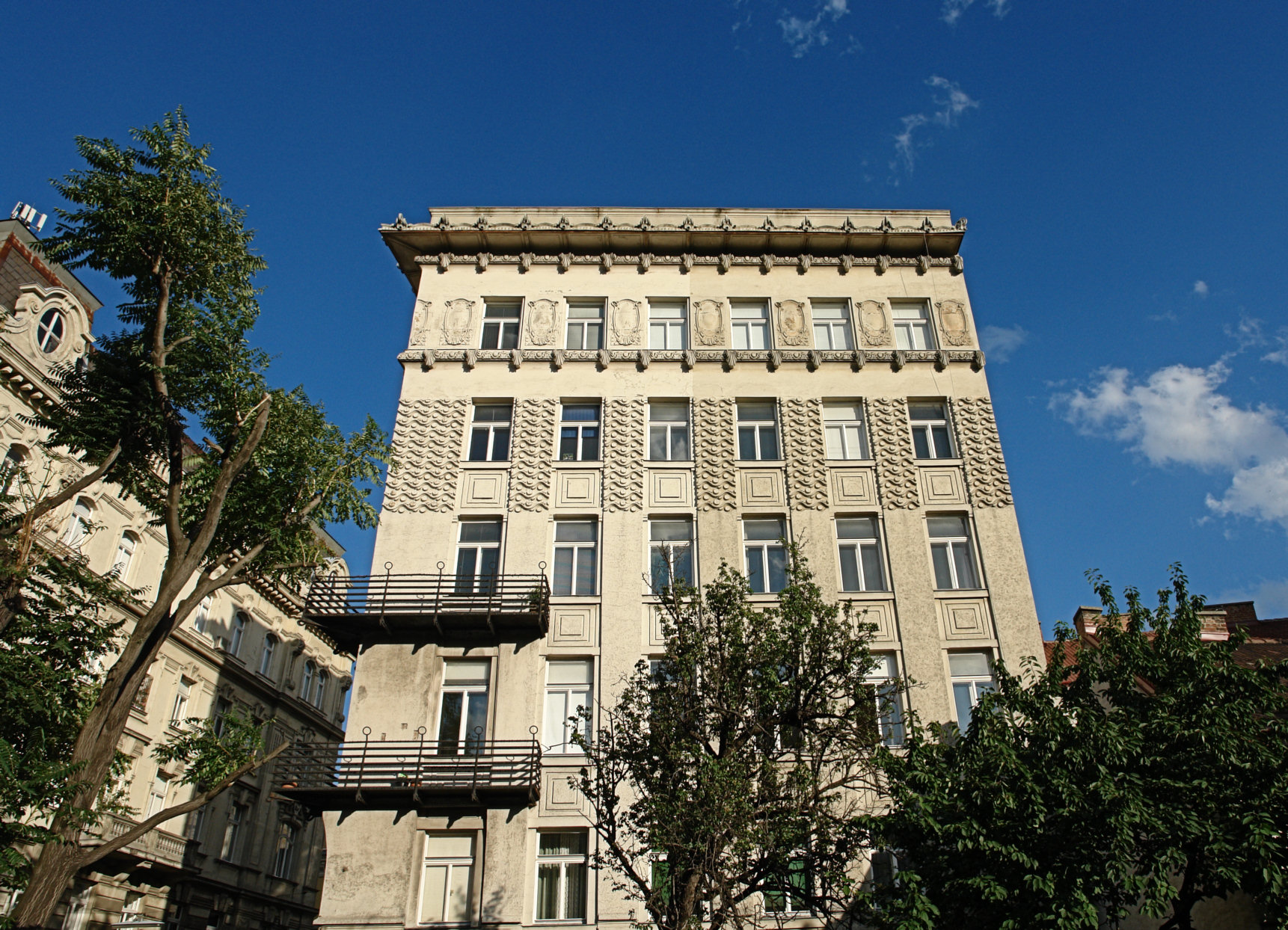
Josef Plecnik: 5., Rechte Wienzeile 63 (keine Fahrbahn) / Steggasse 1 (befahrbar, auf dem Bild links seitlich) / Hamburgerstraße 16

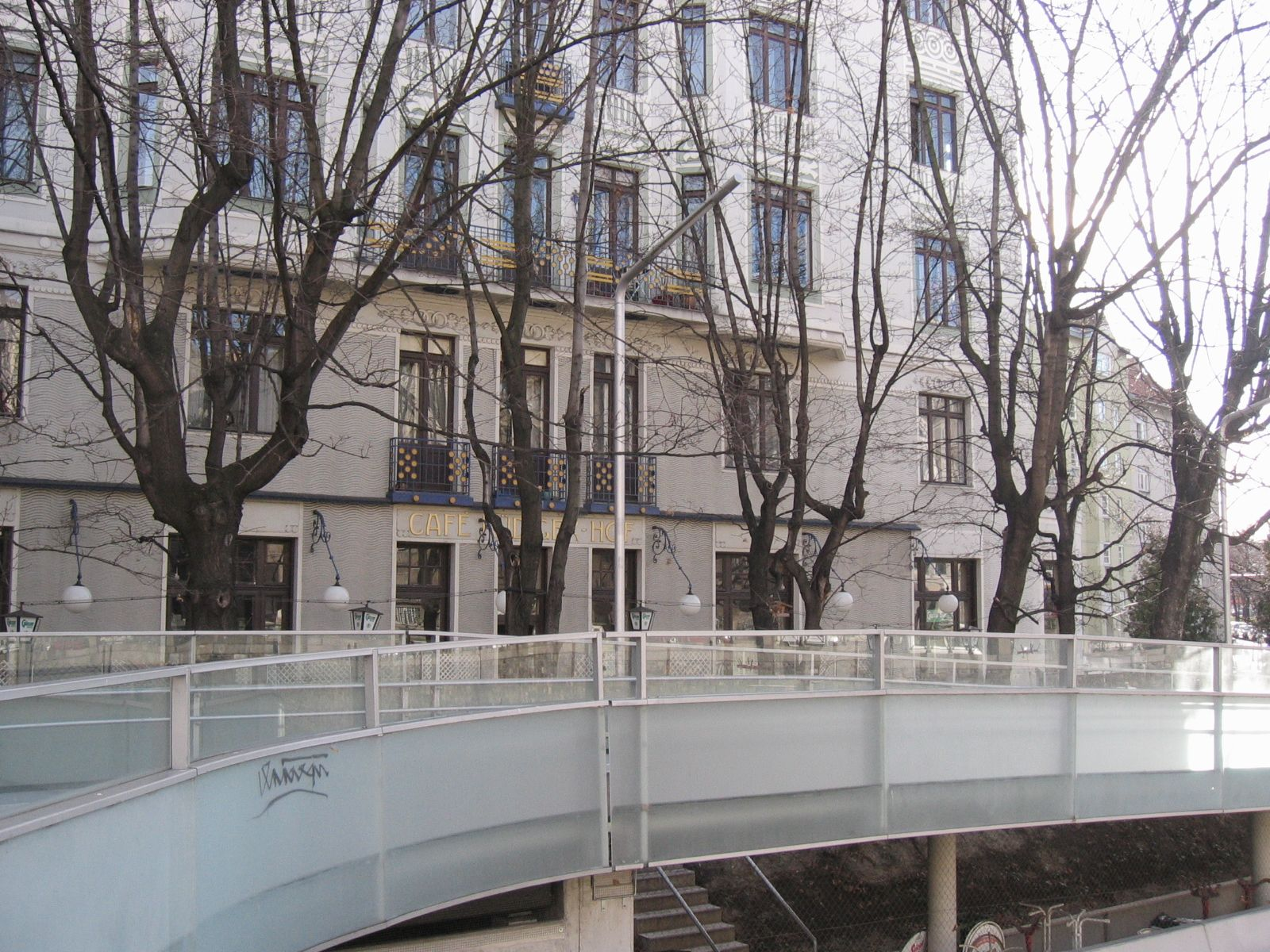
Rüdigerhof, 5., Rechte Wienzeile 67; an dieser Hausseite verläuft keine Fahrbahn; im Vordergrund der Margaritensteg über die U-Bahn-Trasse

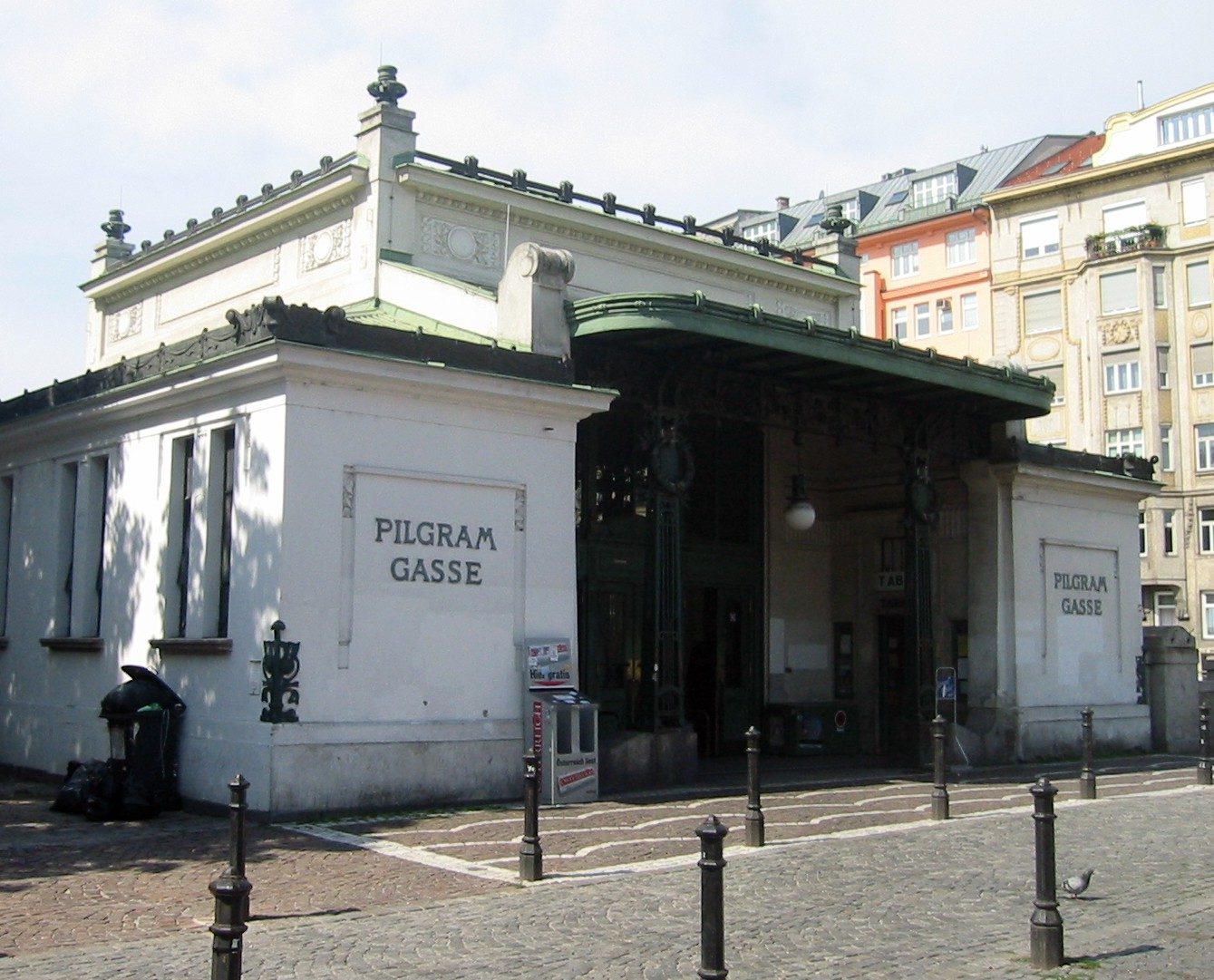
5., U-Bahn-Station Pilgramgasse; die Rechte Wienzeile verläuft direkt links daneben

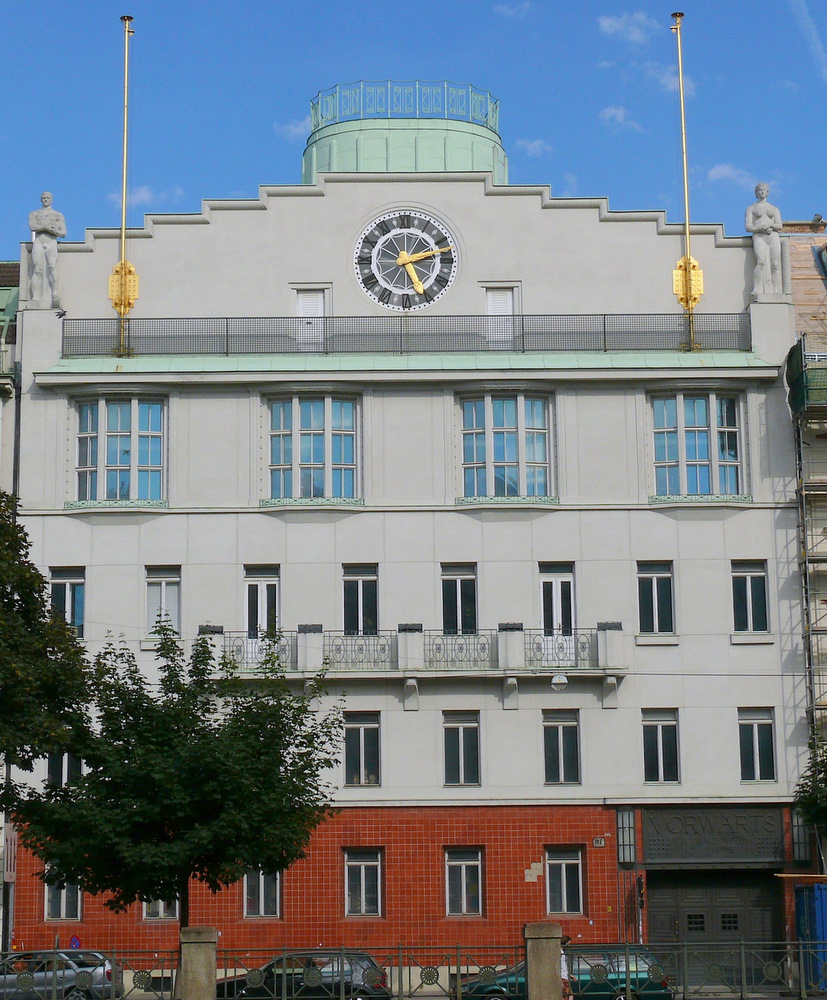
5., Rechte Wienzeile 97, ehem. Vorwärts-Verlag

Im Stadtgebiet von Wien verläuft der Fluss fast durchwegs in einem tiefen, 1895–1899 errichteten Betonbett. Der Bau wurde gleichzeitig mit dem der Wientallinie der Wiener Stadtbahn, die den Fluss hier an dessen rechter, südlicher Seite in Tieflage begleitet, durchgeführt.
Otto Wagner, architektonischer Gestalter der Stadtbahn, trat dafür ein, die Gelegenheit zu nützen und den Wienfluss vom Karlsplatz bis zum Schloss Schönbrunn, Sommerresidenz des Kaisers im 13. Bezirk, einzuwölben und eine Prachtstraße zu errichten; die Einwölbung wurde aber nur auf 2,1 km im zentralen Stadtbereich und auf einem kleinen Teilstück beim Margaretengürtel verwirklicht.
Somit entstand nicht, wie Wagner erhofft hatte, eine Wienzeile, sondern es wurden um 1900 zwei Straßen dieses Namens angelegt: zu beiden Seiten des großteils offen fließenden Wienflusses. Die amtliche Benennung der Rechten Wienzeile erfolgte 1905. Sie wurde aber erst in den 1930er Jahren teilweise zur Durchzugsstraße ausgebaut; in anderen Teilen ist sie (im Gegensatz zur komplett ausgebauten Linken Wienzeile) bis heute eine Nebengasse.
Noch um 1960 verlief der Verkehr von Westen ins Stadtzentrum durch Linzer Straße und Mariahilfer Straße, weil die an die beiden Wienzeilen westlich anschließenden Straßen am Wienfluss im 13. und 14. Bezirk noch nicht ausgebaut waren. (Vor der Wienflussregulierung waren vor allem häufige Überschwemmungen der Grund, dass Hauptstraßen nicht in Flussnähe trassiert wurden.) Zwanzig Jahre später fungierten die beiden Wienzeilen als Hauptstraßen.

## Lage und Verkehr
Die Rechte Wienzeile beginnt, in der Fahrtrichtung zum Stadtzentrum gesehen, mit ihrer höchsten Hausnummer, Nr. 253, am nördlichen Ende der Grünbergstraße bzw. am westlichen Rand des 12. Bezirks an der Schönbrunner Brücke bei der U-Bahn-Station Schönbrunn. Sie dient dort lediglich als Zufahrt zu den Grundstücken Nr. 229–253 und als Radweg. Stadteinwärts setzt sie sich dann in Breite eines Rad- und Fußwegs zur U-Bahn-Station Meidling Hauptstraße fort, die ihren Verlauf unterbricht.
Östlich dieser Station verläuft nicht die Rechte Wienzeile, sondern die Schönbrunner Straße fast bis zur Stiegenbrücke / U-Bahn-Station Längenfeldgasse direkt neben U-Bahn und Fluss. Neben der U-Bahn-Station verläuft ein Gehweg zur Kobingergasse, an dem sich die Häuser Rechte Wienzeile 209, 207 und weitere Grundstücke befinden. Das rechte Flussufer wird hier von U-Bahn-Anlagen und Grünanlagen eingenommen; daran schließt die Zone an, in der der, grob gesprochen, in Nord-Süd-Richtung verlaufende Gürtel, die meistbefahrene Stadtstraße Wiens, das Wiental kreuzt: westlich der nach Süden befahrene Straßenzug Sechshauser Gürtel / Gaudenzdorfer Gürtel, östlich davon der nach Norden befahrene Straßenzug Margaretengürtel / Gumpendorfer Gürtel. Der Fluss ist in dieser Zone eingewölbt.
Erst danach, östlich der U-Bahn-Station Margaretengürtel, scheint im 5. Bezirk Ecke St.-Johann-Gasse mit Hausnummer 175 wieder eine Adresse der Rechten Wienzeile im elektronischen Stadtplan der Wiener Stadtverwaltung auf. Auch hier handelt es sich nur um eine von einem Stück Rad- und Fußweg unterbrochene Zufahrt zu den Grundstücken Nr. 145–175. Auch die Grundstücke Nr. 117–123 besitzen eine Zufahrt dieser Art, dazwischen liegende zumeist nur von der parallelen Schönbrunner Straße, in der hier der Durchzugsverkehr von Westen läuft. (Der Fuß- und Radweg verläuft durchgehend.)
Von Nr. 107 an ostwärts fungiert dann die Rechte Wienzeile als Teil der Westeinfahrt der Stadt, deren Verkehr dort aus der Schönbrunner Straße durch die kurze Redergasse auf die Wienzeile geleitet wird. Von Nr. 67 (Beginn der Einwölbung des Flusses) bis Nr. 49 ist die Rechte Wienzeile wiederum nur Fuß- und Radweg bzw. Hauszufahrt; die Flussbiegung wird für den Durchzugsverkehr von der kurzen Hamburgerstraße abgeschnitten.
Von Nr. 47 (über Nr. 39, von nun an im 4. Bezirk und links bzw. nördlich vom Naschmarkt begleitet) bis Nr. 1A an der Ecke Operngasse 18 / Karlsplatz ist die Rechte Wienzeile dann wieder Durchzugsstraße. Zentrumsseitig bildet Beginn bzw. Ende der Rechten Wienzeile die Einmündung des Getreidemarkts, die auch die Grenze des 4. zum 1. Bezirk markiert.
Am nördlichen Rand der Rechten Wienzeile schließen zehn Brücken und Stege über den Wienfluss sowie zwei Einwölbungen des Flusses an (siehe Wiener Wienflussbrücken).
An die Rechte Wienzeile schließen nördlich, flussseitig, fünf Stationen der U-Bahn-Linie U4 an, die auf der Trasse der früheren Wiener Stadtbahn verkehrt. Vier davon bestehen seit 1898 / 1899, eine, Längenfeldgasse, wurde 1989 eröffnet. Auf der Rechten Wienzeile selbst besteht nur in kleineren Abschnitten Autobuslinienverkehr.

## Adressen
Da die Rechte Wienzeile in Fahrtrichtung links bzw. nördlich direkt vom Fluss bzw. von der U-Bahn begleitet wird, weist sie nur ungerade Hausnummern auf, die sich regelgemäß an der nach aufsteigenden Hausnummern linken (nach Fahrtrichtung: rechten), südlichen Straßenseite befinden. Lediglich im Bereich des Unterwerks Pilgramgasse und der Einwölbung, auf der sich der Naschmarkt befindet, gibt es einige wenige gerade Orientierungsnummern. 
- Nr. 1A und 1: Bärenmühle, 1937 / 1938 erbautes Wohn- und Geschäftshaus, mit Bärenmühl-Durchgang zur Operngasse, auf dem Grundstück einer einstigen Mühle am Wienfluss, die diesen Namen trug
- Gegenüber Nr. 1 bis 39: Naschmarkt, der bekannteste Wiener Markt, auf dem sich zuletzt auch viele Gastronomiebetriebe etabliert haben
- Nr. 15: Spätbarockes Bürgerhaus, erbaut 1755 / 1756, 1823 aufgestockt (siehe Abb.)
- Nr. 29 und Nr. 33: Wohnhäuser, erbaut von Michael Rosenauer 1911–1912
- Gegenüber Nr. 41 (siehe Abb.): U-Bahn-Station Kettenbrückengasse im Otto-Wagner-Design, dahinter samstags Flohmarkt
- Nr. 55 (Hamburgerstraße 8): Wohnhaus mit secessionistischer Fassade von Hermann Stierlin[1]
- Nr. 61 (Hamburgerstraße 14, Steggasse 2): Späthistoristisches Haus, erbaut 1902 von Ferdinand Saif
- Nr. 63 (Hamburgerstraße 16, Steggasse 1): Zinshaus Langer, erbaut 1901 / 1902 von Jože Plečnik[2] (siehe Abb.)
- Nr. 67 (Hamburgerstraße 20): Rüdigerhof, erbaut 1902 von Oskar Marmorek (siehe Abb.)
- Nr. 93: Gedenktafel für den Schauspieler und Sänger Hans Moser, der hier 1880 geboren wurde.
- Nr. 97: Gebäude des ehemaligen Vorwärts-Verlags, des Parteiverlags der österreichischen Sozialdemokratie (siehe Abb.), nahe der U-Bahn-Station Pilgramgasse (siehe Abb.). Die Parteileitung mit Viktor Adler, Karl Seitz und Otto Bauer hatte hier 1910–1934 ihren Sitz. Heute Sitz des Vereins für Geschichte der Arbeiterbewegung und der Stiftung Bruno-Kreisky-Archiv.
- Nr. 105: Magistratisches Bezirksamt für den 4. und 5. Bezirk, das Gebäude wurde 2006 erbaut; die Bezirksvorstehung und das Bezirksmuseum Margareten befinden sich im (Alten) Amtshaus an der Adresse Schönbrunner Straße 54 im selben Häuserblock.
- Nrn. 121 und 123: Anfangsgebäude der Spengergasse (dort 56 und 61), 1902 erbaute fast identische  Gebäude in einen opulenten späthistoristischen Stil mit secessionistischen Elementen. Vor allem die Ecktürmchen sind markant.

Der Bereich im 12. Bezirk, der einen eigenen Straßenzug darstellt, ist oberhalb der Rotenmühlgasse hauptsächlich durch spätsecessionistische Bebauung geprägt, die vereinzelt (Nrn. 235, 237) noch von Resten vorstädtischer Bebauung durchsetzt ist. Der einzige neuere Bau ist auf den Nrn. 241 und 243 die Rückseite der kommunalen Wohnhausanlage Schönbrunner Schloßstraße 34 aus dem Jahr 1991. Unterhalb der Rotenmühlgasse sind die Kometgründe (nach einer ehemaligen Möbelfabrik), die Anfang der 2020er durch ein Büro- und Einkaufszentrum verbaut wurden.
- Nrn. 231, 233: zwei Häuser mit identischem secesssionistischem Dekor aus dem Jahr 1910/11 von Johann Hubatschek
- Nrn. 245, 245A, 247: drei Wohnhäuser mit symmetrischem Dekor, das Haus Nr. 245A („Schönbrunnerhof“) fungiert als Mittelachse. Sie wurden 1913/14 von Josef Sinnenberg erbaut. Die Rhythmik der Häuser wurde allerdings in späterer Zeit durch die Aufstockung von Nr. 247 gestört.
- Die Häuser auf den Nrn. 249, 251 und 253 wurden 1906/07 von August Johann Belohlavek erbaut.